# Cube 2: Hypercube
Cube 2: Hypercube is het vervolg op de sciencefiction/horrorfilm Cube. De film had een groter budget dan voorganger Cube en kwam uit in 2002. In 2004 kwam het derde deel Cube Zero uit.

## Verhaal
Becky Young (Greer Kent) wordt wakker in een witte, kubusvormige ruimte. Ze besluit die te verkennen en stapt in een kamer. Vervolgens wordt om onbekende reden de zwaartekracht omgedraaid en trekt deze Becky de volgende kamer in.
Thomas H. Maguire (Bruce Gray), voormalig militair, wordt wakker in een andere kubusvormige ruimte. Hij heeft een koffertje bij zich en probeert daarmee de muur open te breken. Als dit niet lukt, besluit hij te gaan bidden.
In nog een andere kamer vindt Kate (Kari Matchett) een bewusteloze man (Geraint Wyn Davies). Deze man overmeestert Kate vlug en vraagt aan haar wat haar bedoelingen zijn. Ze zegt dat ze enkel wil helpen en Simon gelooft haar. Als ze de deur openen, zien ze dat Thomas zich probeert op te hangen, maar Max Reisler (Matthew Ferguson) hem probeert tegen te houden. Ze redden de man en op dat moment zien ze ook een blind meisje, genaamd Sasha (Grace Lynn Kung) in de hoek zitten. Ook Jerry Whitehall (Neil Crone) en Mrs Paley (Barbara Gordon) komen de kamer binnen. Max besluit de deur naar de volgende kamer te openen en klimt de ladder op, maar de muur maakt een niet-fysieke golfbeweging en Max valt van de ladder af. Vervolgens beweegt de muur zich in de richting van de groep. Bijna de gehele groep gaat in angst de volgende kamer binnen, maar Kate en Thomas blijven achter, omdat Thomas zich om de een of andere reden vastbindt aan de ladder. Hij vertelt Kate dat de muur niet te stoppen is, maar Kate probeert hem toch te redden. Als Kate ziet dat de muur het koffertje van Thomas aan stukken scheurt, realiseert ze dat de muur niet fysiek is en hetzelfde met Thomas en haar zou gebeuren als ze niet opschoten. Maar Thomas weigert om mee te gaan. Kate besluit Thomas achter te laten, maar ziet hoe hij aan stukken wordt gescheurd door de niet-fysieke muur. Kate komt aan bij de rest van de groep, maar ze bewegen zich al snel voort uit angst dat de kamer doorkomt.
In een andere ruimte, legt Jerry uit dat hij de deuren heeft ontworpen voor de kubus. Hij wordt beschuldigd van medeplichtigheid, maar hij zegt dat hij niets van de kubus af weet en hij enkel de deuren heeft ontworpen voor Izon, een bedrijf dat zich in wapens specialiseert. Ook blijkt het dat Mrs Paley en Max iets te maken hebben met het mysterieuze bedrijf. Terwijl Kate probeert uit te zoeken waarom Izon dit allemaal veroorzaakt, ziet de groep het lichaam van Dr Phil Rozenzweig (Andrew Scorer) liggen. Als Simon het lichaam van dichtbij bekijkt en wil onderzoeken wat de doodsoorzaak van Rozenzweig was, ademt het lichaam ineens een hoop lucht in en ademt het uit. Kate voelt de hartslag van Rozenzweig niet meer en concludeert dat hij nu echt dood is. Ook Rozenzweig bleek een aandeel in Izon te hebben, maar heeft het niet gehaald. Ook een vrouw genaamd Julia, Lindsey Connell, wordt gevonden in een kamer waarin de zwaartekracht is omgedraaid. Daarna besluit de groep om te gaan rusten.
Als de groep eenmaal slaapt, besluit Simon tegen zijn zin in Jerry wakker te maken en hij vertelt hem over dat hij een missie heeft. Hij vertelt dat hij een jonge vrouw, genaamd Becky Young, zoekt. Jerry betwijfelt of het daarom de reden is dat Simon in de kubus zit en denkt meer dat het te maken heeft met Izon. Voordat Simon zijn protest kan indienen, verschijnt er een draaiend vierkant in het midden van de kamer. De groep wordt wakker geschud door mysterieuze geluiden die van het vierkant afkomen. Daarna verandert het vierkant in een ronddraaiende, vierdimensionale kubus. Mrs Paley is gefascineerd door de kubus en raakt het aan. Vervolgens vermenigvuldigt de kubus zich tot een groot, vierkant, ronddraaiend rad. Dit rad blijkt wel fysiek te zijn en verwondt Jerry. Sasha wordt in een hoek gedreven door het rad dat nu steeds groter wordt. Kate leidt bijna de gehele groep naar de volgende kamer, maar Jerry en Sasha blijven in de kamer met het rad. Als Jerry opstaat, wordt hij zo snel aan stukken gescheurd dat er niets meer van hem overblijft. Kate besluit, geschokt door de dood van Jerry, Sasha te redden.
Simon, Max, Mrs Paley en Julia worden geteleporteerd naar een andere ruimte. Simon vertrouwt Mrs Paley niet en vermoedt dat ze een spion is. Hij bindt haar vast en vraagt haar naar de waarheid. Maar de oude vrouw stamelt enkel demente uitspraken uit. Daarna blijkt dat ook deze kamer een val is en er verschijnen kristallen, die door de muur scheuren en steeds dichter op het duo afkomen. Max en Julia zien dat Simon zichzelf liever wil redden en Mrs Paley niet meer te redden valt, dus hij trekt zijn mes en steekt haar neer. Daarna wordt ze aan stukken gerukt door de kristallen. Simon rent achter Julia en Max aan, maar deze laten Simon achter.
Als het rad gestopt is met draaien en compleet verdwenen is, besluiten Sasha en Kate verder te zoeken in andere ruimtes. Ze vinden identieke skeletten in de kamer naast de kamer met het rad, en zien dat de skeletten hun eigen lichamen zijn. Sasha vertelt eindelijk de waarheid en zegt dat ze Alex Trusk is, een meesterhacker die niet ontvoerd was. Het blijkt dat ze al die tijd van de kubus afwist en vertelt dat om 6:06:59 de kubus zal imploderen, omdat deze te instabiel is.
Intussen komt Simon een parallelle Jerry Whitehall tegen, die beweert dat hij Simon nog nooit heeft gezien. Omdat Simon honger heeft, vermoordt hij deze Jerry en eet zijn lichaam op. Ook Max en Julia komen in de problemen als ze in een versnelde tijdruimte arriveren. Julia beweert dat ze geen aandeel had in het bouwen van de kubus en kust Max. Daarna kleden de twee zich uit en hebben seks, niet bewust van wat de kamer met ze doet. Simon komt nog een parallelle Jerry tegen en doet exact hetzelfde met hem, maar dit keer iets gekker en ruwer. Ook komt Simon Becky Young tegen, die blij is dat Simon haar gevonden heeft. Maar Simon slaat door en vermoordt haar onbewust met het mes. Daarna gaat hij op zoek naar Kate, Sasha, Max en Julia.
Sasha vertelt Kate dat ontsnappen onmogelijk is, de realiteit uit elkaar zal vallen en ze met de kubus mee zullen imploderen. Kate gelooft het niet en kijkt in de volgende ruimte. Ze ziet zichzelf, die Thomas probeert te redden van de niet-fysieke muur. In een andere deur ziet ze Mrs Paley die sterft doordat Simon haar neersteekt met een mes. In nog een andere deur ziet ze Jerry, die aan stukken gescheurd wordt door het draaiende rad. Kate gelooft nog steeds niet dat de realiteit uit elkaar valt en opent de vierde deur. Dit is de deur naar de kamer waarin Max en Julia zich bevinden, althans bevonden. Ze zijn gestorven doordat ze te lang in de kamer waren gebleven en hun lichamen zijn verouderd en zweven mysterieus en uitgedroogd door de kamer. Daarna springt een tot waanzin gedreven Simon in aanval door de deuropening, maar Kate pakt zijn mes af en steekt hem in zijn linkeroog. Als ze zich omdraait, ziet ze een oudere Simon, blind in een oog, die Alex Trusk een mes tegen haar keel duwt. Simon wil niet praten en vermoordt Sasha door haar nek om te draaien. Kate en Simon beginnen te vechten, maar Kate overwint Simon en steekt hem neer met Simon zijn eigen mes. Kate ziet de ketting van Alex Trusk en besluit deze af te pakken. Langzaamaan begint de kubus in een fase van imploderen te raken en Kate opent een luik, dat blijkbaar los zat. Om exact 6:06:59 springt ze door het luik, net op tijd voordat de kubus implodeert.
Kate wordt wakker in handen van de autoriteiten van Izon. De generaal van Izon vraagt haar om de ketting van Alex Trusk en ze geeft deze. Daarna wordt ze, ondanks alles wat ze heeft meegemaakt, door haar hoofd neergeschoten. De generaal krijgt een telefoontje, en vertelt de onbekende persoon dat 'Phase 2' afgelast is.

## Rolverdeling
| Acteur             | Personage                 | Opmerkingen                   |
| ------------------ | ------------------------- | ----------------------------- |
| Kari Matchett      | Kate Filmore              | De Psychotherapeut            |
| Geraint Wyn Davies | Simon Grady               | De Detective                  |
| Grace Lynn Kung    | Sasha / Alex Trusk        | De Blinde/de Meester Hacker   |
| Neil Crone         | Jerry Whitehall           | De Deur Ontwerper             |
| Matthew Ferguson   | Max Reisler               | De Computer Spellen Ontwerper |
| Lindsey Connell    | Julia                     | De Advocaat                   |
| Barbara Gordon     | Mrs. Paley                | De Gekke Vrouw                |
| Bruce Gray         | Colonel Thomas H. Maguire | De Militair                   |
| Greer Kent         | Becky Young               | De Vermiste Vrouw             |
| Andrew Scorer      | Dr. Phil Rosenzweig       | Het Eerste Slachtoffer        |
| Philip Akin        | De Generaal               |                               |
| Paul Robbins       | Tracton                   |                               |